# تاريخ اليهود في كرواتيا
يعود تاريخ اليهود في كرواتيا إلى أواخر القرن الثالث، لكن بقيت المعلومات عن المجتمع اليهودي شحيحةً حتى القرنين العاشر والخامس عشر.
بلغ عدد أفراد المجتمع اليهودي نحو 20 ألف فرد بحلول اندلاع الحرب العالمية الثانية، وقُتل معظمهم نتيجة الهولوكوست في دولة كرواتيا المستقلة التي كانت دولةً دميةً تابعةً للنازية.
قرّر نصف الناجين الاستقرار في إسرائيل بعد الحرب العالمية الثانية، في حين فضّل ما يقارب 2500 فرد البقاء في كرواتيا.
استنادًا إلى التعداد السكاني لعام 2011، وُجد 509 يهودي في كرواتيا، لكن يُعتَقد أن هذا الرقم يستثني اليهود الذين وُلدوا من زيجات مختلطة أو المتزوجين من غير اليهود، إذ اندرج أكثر من 80٪ من المجتمع اليهودي في زغرب ضمن هاتين الفئتين حسبما أشارت التقديرات.
تمثل كرواتيا في الوقت الحاضر موطنًا لثمانية معابد يهودية ومنظمات عدة مرتبطة بها في كل من زغرب، ورييكا، وأوسييك، وسبليت، ودوبروفنيك، وتشاكوفيتش، وداروفار، وسلافونسكي برود.
يُعتبر المجتمع اليهودي في زغرب أكبر هذه المنظمات وأكثرها نشاطًا، إذ ينظم مناسبات مثل مهرجان زغرب السينمائي السنوي اليهودي بهدف النهوض بالثقافة اليهودية وهويتها.

## تاريخ المجتمع اليهودي

### المجتمع القديم
وصل التجار اليهود لأول مرة إلى ما يعرف اليوم بشمال كرواتيا في القرون الأولى من الحقبة العامة، عندما سمح قانون روما القديمة بحرية الحركة في جميع أنحاء الإمبراطورية الرومانية.
كشفت الحفريات الأثرية في أوسييك عن وجود كنيس يهودي يعود تاريخه إلى القرن الثالث الميلادي،
وعُثر على مقبرة يهودية من الفترة نفسها إثر عملية تنقيب في سولين، ووُجدت آثار مجتمع يهودي في سبليت ينتمي أيضًا إلى القرن الثالث.
لجأ اليهود في القرن السابع إلى قصر ديوكلتيانوس بعد غزو الآفار سالونا عاصمة دالماسيا.
بُني كنيس يهودي عند الجدار الغربي للقصر في القرن السادس عشر، ويمكن اليوم العثور على أحفاد لاجئي سالونا في المنطقة.

### العصور الوسطى المبكرة
تمثل رسالة الوزير حسداي بن شبروط إلى يوسف ملك الخزر إحدى أقدم المراجع المكتوبة التي تشير إلى وجود اليهود في الأراضي الكرواتية. تذكر الرسالة العائدة إلى القرن العاشر «ملك الجيباليم – السلافيين» التي وقعت ضمن بلاد تشاركت الحدود مع المجريين. أرسل الملك وفدًا ضم «مار (بالآرامية: «اللورد») شاؤول ومار يوسف» إلى خليفة قرطبة عبد الرحمن الناصر لدين الله. ذكر الوفد أن مار حسداي عمرام قد جاء إلى قصر ملك الخزر من البلد الذي يعيش فيه «الجيباليم». تعني كلمة «جيبال» بالعبرية «الجبل». ذكرت مصادر هنغارية وجود مزرعة كروم بالقرب من ميهويانيتش حملت اسم «سيد الجبل». وُصفت كرواتيا بدولة «الجيباليم» في رسالة من الأسقف غاوديريش إلى الإمبراطور أناستاسيوس كمشارك في تأليف أسطورة خيرسون في القرن التاسع.

### العصور الوسطى المتأخرة
ازدهرت المجتمعات اليهودية في كرواتيا خلال القرنين الثالث عشر والرابع عشر، وتمتعت بالرفاهية والعلاقات السلمية مع الجيران الكرواتيين.
انتهى هذا الازدهار في عام 1456، عندما أُجبر اليهود إلى جانب أغلب الكروات غير الكاثوليك على الخروج من المنطقة، وتلا ذلك مئتا عام لم تُسجل فيها أي سجلات لليهود في كرواتيا. ذهب اليهود الكروات خلال هذين القرنين في بعثات دبلوماسية إلى البوسنة نيابة عن جمهورية البندقية.

#### وصول اللاجئين الإسبان
تعرّض اليهود لاضطهاد متزايد خلال القرن الخامس عشر في مناطق إسبانيا المُستردة إبان حروب الاسترداد. انطلاقًا من عام 1492، توافد اللاجئون اليهود الفارون من محاكم التفتيش الإسبانية والبرتغالية إلى الأراضي العثمانية، بما فيها المقاطعات البلقانية في مقدونيا والبوسنة. وجد بعض هؤلاء اللاجئين اليهود طريقهم إلى كرواتيا، بالتحديد إلى سبليت ودوبروفنيك، على الساحل الدالماسي.